# John Field
John Field, född 26 juli 1782 i Dublin, död 23 januari 1837 i Moskva, var en irländsk kompositör och pianist. Tolv år gammal blev han elev till Muzio Clementi, som då vistades i London. 1799 spelade han där sin pianokonsert nr 1 i Ess-dur. 1802 följde han Clementi till Ryssland. Där etablerade han sig som konsertpianist, kompositör och lärare. En av hans elever var Michail Glinka som senare kom att spela en ledande roll i ryskt musikliv. Field är mest känd för att vara den första kompositören som skrev nocturner. Dessa kom att bli mönster för Chopins verk i genren.

## Verk (Urval)
- 4 Pianosonater
- 7 Pianokonserter
- 1 Pianokvintett
- 19 Nocturner för piano